# 博羅坎達卡西
博羅坎達卡西（英語：Boro Kanda Kassy）是西非國家甘比亞的城鎮，位於上河區的武里縣。 根據2009年所做的人口調查顯示，居住於博羅坎達卡西的總人口數量為1,091人。